# Vladimir Nikolaevič Grigor'ev
Vladimir Nikolaevič Grigor'ev (in russo Владимир Николаевич Григорьев?; Mykolaïv, 18 agosto 1938 – San Pietroburgo, 14 febbraio 2017) è stato un regista sovietico.

## Filmografia parziale

### Regista
- Rokirovka v dlinnuju storonu (1969)
- Poslednij den' zimy (1974)
- Pozdnie svidanija (1980)